# Kladno hází a Kladenské memoriály 2021
Kladno hází a Kladenské memoriály 2021, deutsch etwa Kladno wirft und die Memorialen von Kladno, war eine Leichtathletik-Veranstaltung, die am 15. Juni im Městský stadion Sletiště im mittelböhmischen Kladno in Tschechien stattfand. Sie war Teil auf der World Athletics Continental Tour und zählte zu den Bronze-Meetings, der dritthöchsten Kategorie dieser Leichtathletik-Serie.

## Resultate

### Männer

#### 100 m
| Platz | Athlet                 | Land | Zeit (s) |
| ----- | ---------------------- | ---- | -------- |
| 1     | Kojo Musah             | DEN  | 10,17 MR |
| 2     | Przemysław Słowikowski | POL  | 10,27 SB |
| 3     | Andrew Robertson       | GBR  | 10,38    |
| 4     | Zdeněk Stromšík        | CZE  | 10,39    |
| 5     | Christophe Lemaitre    | FRA  | 10,48 SB |
| 6     | Štěpán Hampl           | CZE  | 10,48    |
| 7     | Stanislav Jíra         | CZE  | 10,73    |

Wind: +1,3 m/s

#### 200 m
| Platz | Athlet                | Land | Zeit (s) |
| ----- | --------------------- | ---- | -------- |
| 1     | Gediminas Truskauskas | LTU  | 20,53    |
| 2     | Kojo Musah            | DEN  | 20,62 PB |
| 3     | Marcus Lawler         | IRL  | 21,17    |
| 4     | Pavel Maslák          | CZE  | 21,28    |

Wind: +0,3 m/s

#### 400 m
| Platz | Athlet                | Land | Zeit (s) |
| ----- | --------------------- | ---- | -------- |
| 1     | Zakithi Nene          | RSA  | 45,78    |
| 2     | Christopher O’Donnell | IRL  | 45,86 PB |
| 3     | Marvin Schlegel       | GER  | 45,96    |
| 4     | Muhammad Kounta       | FRA  | 46,30 PB |
| 5     | Matěj Krsek           | CZE  | 46,77 SB |
| 6     | Ricardo dos Santos    | POR  | 47,38    |

#### 800 m
| Platz | Athlet                     | Land | Zeit (min) |
| ----- | -------------------------- | ---- | ---------- |
| 1     | Mohamed Belbachir          | ALG  | 1:46,01 MR |
| 2     | Jan Friš                   | CZE  | 1:46,32 PB |
| 3     | Lukáš Hodboď               | CZE  | 1:46,40 SB |
| 4     | Filip Šnejdr               | CZE  | 1:46,47 SB |
| 5     | Christoph Kessler          | GER  | 1:46,73 PB |
| 6     | Jakub Davidík              | CZE  | 1:47,08 SB |
| 7     | Hakim Saleh                | CZE  | 1:47,32 PB |
| 8     | Balázs Vindics             | HUN  | 1:47,39 SB |
| 9     | Lukáš Symerský             | CZE  | 1:48,17 PB |
| 10    | Tomáš Vystrk               | CZE  | 1:50,49    |
|       | Martin Růžička (Pacemaker) | CZE  | DNF        |

#### 1500 m
| Platz | Athlet               | Land | Zeit (min) |
| ----- | -------------------- | ---- | ---------- |
| 1     | Simas Bertašius      | LTU  | 3:37,97 MR |
| 2     | Yassin Bouih         | ITA  | 3:38,13    |
| 3     | Ahmed Abdelwahed     | ITA  | 3:38,44 PB |
| 4     | Archie Davis         | GBR  | 3:38,46 PB |
| 5     | Nick Willis          | NZL  | 3:38,59    |
| 6     | Filip Sasínek        | CZE  | 3:38,69    |
| 7     | Amos Bartelsmeyer    | GER  | 3:38,98    |
| 8     | Luke McCann          | IRL  | 3:39,59    |
| 9     | Adam Clarke          | GBR  | 3:40,30 SB |
| 10    | Jonas Rinne          | FIN  | 3:40,77    |
| 11    | Viktor Šinágl        | CZE  | 3:41,46 SB |
| 12    | Marek Strnad         | CZE  | 3:52,88 PB |
| 13    | Marek Kalous         | CZE  | 3:58,66 SB |
|       | Jan Šmíd (Pacemaker) | CZE  | DNF        |

#### Hochsprung
| Platz | Athlet                | Land | Höhe (m) |
| ----- | --------------------- | ---- | -------- |
| 1     | Nauraj Singh Randhawa | MAS  | 2,22 MR  |
| 2     | Marek Bahník          | CZE  | 2,19 SB  |
| 3     | Adrijus Glebauskas    | LTU  | 2,19     |
| 4     | Norbert Kobielski     | POL  | 2,19     |
| 5     | Alperen Acet          | TUR  | 2,16 =SB |
| 6     | Jamal Wilson          | BAH  | 2,16     |
| 7     | Trevor Barry          | BAH  | 2,13     |
| 8     | Josef Adámek          | CZE  | 2,10 =SB |
| 9     | Jakub Bělík           | CZE  | 2,05     |
| 10    | Vojtěch Říha          | CZE  | 2,05     |

#### Kugelstoßen
| Platz | Athlet            | Land | Weite (m) |
| ----- | ----------------- | ---- | --------- |
| 1     | Francisco Belo    | POR  | 21,27 MR  |
| 2     | Tomáš Staněk      | CZE  | 21,00 SB  |
| 3     | Kyle Blignaut     | RSA  | 20,66     |
| 4     | Andrei Toader     | ROU  | 20,62     |
| 5     | Scott Lincoln     | GBR  | 20,58     |
| 6     | Tsanko Arnaudov   | POR  | 19,57     |
| 7     | David Tupý        | CZE  | 18,24 PB  |
| 8     | Tadeáš Procházka  | CZE  | 17,35 PB  |
| 9     | Miroslav Pavlíček | CZE  | 15,29 SB  |

#### Diskuswurf
| Platz | Athlet          | Land | Weite (m) |
| ----- | --------------- | ---- | --------- |
| 1     | Mauricio Ortega | COL  | 64,28 MR  |
| 2     | Alex Rose       | SAM  | 64,27     |
| 3     | David Wrobel    | GER  | 64,03     |
| 4     | Bartłomiej Stój | POL  | 61,28 SB  |
| 5     | Róbert Szikszai | HUN  | 61,09     |
| 6     | János Huszák    | HUN  | 60,71     |
| 7     | Petr Procházka  | CZE  | 56,34 PB  |
| 8     | Jakub Forejt    | CZE  | 55,91 PB  |
| 9     | Michal Forejt   | CZE  | 54,50     |
| 10    | Igor Gondor     | CZE  | 53,52     |

#### Hammerwurf
| Platz | Athlet                 | Land | Weite (m) |
| ----- | ---------------------- | ---- | --------- |
| 1     | Juryj Wassiltschanka   | BLR  | 75,48     |
| 2     | Christos Frantzeskakis | GRC  | 74,98     |
| 3     | Dániel Rába            | HUN  | 74,59 PB  |
| 4     | Marcel Lomnický        | SVK  | 74,45     |
| 5     | Bence Pásztor          | HUN  | 72,18     |
| 6     | Simone Falloni         | ITA  | 71,88     |
| 7     | Krisztián Pars         | HUN  | 71,83     |
| 8     | Miroslav Pavlíček      | CZE  | 66,93 SB  |
| 9     | Michal Fiala           | CZE  | 66,28 SB  |
| 10    | Petr Koucký            | CZE  | 57,81 SB  |

#### Speerwurf
| Platz | Athlet            | Land | Weite (m) |
| ----- | ----------------- | ---- | --------- |
| 1     | Andrian Mardare   | MDA  | 83,82 MR  |
| 2     | Vítězslav Veselý  | CZE  | 81,30     |
| 3     | Johan Grobler     | RSA  | 80,37     |
| 4     | Aljaksej Katkawez | BLR  | 79,02     |
| 5     | Pawel Mjaleschka  | BLR  | 77,82     |
| 6     | Martin Florian    | CZE  | 74,35 SB  |
| 7     | Michal Slezák     | SVK  | 73,33     |
| 8     | Patrik Michalec   | SVK  | 70,76     |
|       | Radek Jůda        | CZE  | 70,04 SB  |

### Frauen

#### 100 m
| Platz | Athletin                | Land | Zeit (s) |
| ----- | ----------------------- | ---- | -------- |
| 1     | Irene Siragusa          | ITA  | 11,41 SB |
| 2     | Patrizia van der Weken  | LUX  | 11,59    |
| 3     | Astrid Glenner-Frandsen | DEN  | 11,62    |
| 4     | Inna Eftimowa           | BUL  | 11,66    |
| 5     | Linda Hettlerová        | CZE  | 12,28    |
| 6     | Kateřina Dvořáková      | CZE  | 12,33 SB |
| 7     | Kristýna Kobiánová      | CZE  | 12,33    |
| 8     | Michaela Kučerová       | CZE  | 12,36 SB |

Wind: +0,7 m/s

#### 200 m
| Platz | Athletin                | Land | Zeit (s) |
| ----- | ----------------------- | ---- | -------- |
| 1     | Irene Siragusa          | ITA  | 22,99 SB |
| 2     | Lada Vondrová           | CZE  | 23,35 PB |
| 3     | Inna Eftimowa           | BUL  | 23,52 SB |
| 4     | Astrid Glenner-Frandsen | DEN  | 23,96 SB |
| 5     | Barbora Dvořáková       | CZE  | 23,99    |

Wind: +1,1 m/s

#### 400 m
| Platz | Athletin            | Land | Zeit (s) |
| ----- | ------------------- | ---- | -------- |
| 1     | Ama Pipi            | GBR  | 51,08 MR |
| 2     | Lada Vondrová       | CZE  | 51,45 SB |
| 3     | Corinna Schwab      | GER  | 51,65 PB |
| 4     | Anita Horvat        | SVN  | 52,12 SB |
| 5     | Aleksandra Gaworska | POL  | 52,47 SB |
| 6     | Sophia Becker       | IRL  | 52,74    |

#### 800 m
| Platz | Athletin                      | Land | Zeit (min) |
| ----- | ----------------------------- | ---- | ---------- |
| 1     | Bianka Bartha-Kéri            | HUN  | 2:01,77 MR |
| 2     | Síofra Cléirigh Büttner       | IRL  | 2:01,78 SB |
| 3     | Sara Kuivisto                 | FIN  | 2:02,28    |
| 4     | Anna Suráková                 | CZE  | 2:10,71    |
| 5     | Hana Borová                   | CZE  | 2:15,08    |
|       | Kateřina Hálová (Pacemakerin) | CZE  | DNF        |

#### Hochsprung
| Platz | Athletin           | Land | Höhe (m) |
| ----- | ------------------ | ---- | -------- |
| 1     | Urtė Baikštytė     | LTU  | 1,89 MR  |
| 2     | Levern Spencer     | LCA  | 1,87     |
| 3     | Airinė Palšytė     | LTU  | 1,85     |
| 4     | Michaela Hrubá     | CZE  | 1,79     |
| 4     | Denisa Pešová      | CZE  | 1,79     |
| 6     | Nikki Manson       | GBR  | 1,79     |
| 7     | Klára Krejčiříková | CZE  | 1,76 SB  |
| 8     | Patricie Burajová  | CZE  | 1,73 SB  |
| 8     | Lucie Sedláčková   | CZE  | 1,70 SB  |

#### Kugelstoßen
| Platz | Athletin           | Land | Weite (m) |
| ----- | ------------------ | ---- | --------- |
| 1     | Fanny Roos         | SWE  | 19,34 MR  |
| 2     | Katharina Maisch   | GER  | 17,82     |
| 3     | Amelia Strickler   | GBR  | 17,65     |
| 4     | Markéta Červenková | CZE  | 17,55 SB  |
| 5     | Sarah Schmidt      | GER  | 16,41     |
| 6     | Veronika Slavíková | CZE  | 13,32 PB  |
| 7     | Leona Vargová      | CZE  | 12,40     |

#### Diskuswurf
| Platz | Athletin          | Land | Weite (m) |
| ----- | ----------------- | ---- | --------- |
| 1     | Shanice Craft     | GER  | 61,62     |
| 2     | Marija Tolj       | CRO  | 59,89     |
| 3     | Eliška Staňková   | CZE  | 57,64 SB  |
| 4     | Katherine Bebe    | DEN  | 55,19     |
| 5     | Salla Sipponen    | FIN  | 54,89     |
| 6     | Vanessa Kamga     | SWE  | 52,14     |
| 7     | Lenka Matoušková  | CZE  | 49,72 PB  |
| 8     | Leona Vargová     | CZE  | 47,34     |
| 9     | Zuzana Kubicová   | CZE  | 46,52     |
| 10    | Markéta Slavíková | CZE  | 44,53 SB  |
|       | Barbora Tichá     | CZE  | NM        |

#### Hammerwurf
| Platz | Athletin              | Land | Weite (m) |
| ----- | --------------------- | ---- | --------- |
| 1     | Rosa Rodríguez        | VEN  | 70,52     |
| 2     | Anamari Kožul         | CRO  | 67,83     |
| 3     | Vanessa Sterckendries | BEL  | 67,61     |
| 4     | Veronika Kaňuchová    | SVK  | 66,78     |
| 5     | Kateřina Šafránková   | CZE  | 66,57     |
| 6     | Adéla Korečková       | CZE  | 64,10 SB  |
| 7     | Tereza Králová        | CZE  | 64,08     |
| 8     | Lenka Valešová        | CZE  | 62,63     |
| 9     | Veronika Bártová      | CZE  | 58,29     |
| 10    | Barbora Štejfová      | CZE  | 56,78     |
| 11    | Vendula Holečková     | CZE  | 52,98 PB  |
| 12    | Markéta Bartůňková    | CZE  | 48,62     |

#### Speerwurf
| Platz | Athletin          | Land | Weite (m) |
| ----- | ----------------- | ---- | --------- |
| 1     | Līna Mūze         | LAT  | 62,17     |
| 2     | Jo-Ane van Dyk    | RSA  | 61,19 PB  |
| 3     | Liveta Jasiūnaitė | LTU  | 59,09     |
| 4     | Marija Vučenović  | SRB  | 59,08     |
| 5     | Réka Szilágyi     | HUN  | 58,56     |
| 6     | Nikol Tabačková   | CZE  | 56,61     |
| 7     | Martina Píšová    | CZE  | 53,95     |
| 8     | Natálie Gengelová | CZE  | 36,30 PB  |